# Tetracnemoidea brevicornis
Tetracnemoidea brevicornis är en stekelart som först beskrevs av Girault 1915.  Tetracnemoidea brevicornis ingår i släktet Tetracnemoidea och familjen sköldlussteklar. Inga underarter finns listade i Catalogue of Life.